# Roberto Carlos Cabrera Valencia
Roberto Carlos Cabrera Valencia (n. 31 de agosto de 1975, San Juan del Río, Querétaro) es un político, abogado y catedrático mexicano. Ha sido diputado local en el Congreso del Estado de Querétaro en tres ocasiones y actualmente se desempeña como presidente municipal de San Juan del Río (Querétaro), cargo para el cual fue reelecto para el periodo 2024–2027.

## Formación académica
Es licenciado en Derecho por la Universidad Autónoma de Querétaro (UAQ).

## Trayectoria política
- 2000–2003: Regidor del Ayuntamiento de San Juan del Río.
- 2006–2009: Diputado local en la LV Legislatura del Congreso del Estado de Querétaro por el Partido Acción Nacional (PAN).
- 2015–2018: Diputado local en la LVIII Legislatura.
- 2018–2021: Diputado local en la LIX Legislatura.
- 2021–2024: Presidente municipal de San Juan del Río.
- 2024–2027: Reelecto como presidente municipal de San Juan del Río.[1]

## Actividad académica
Ha sido catedrático en la Facultad de Contaduría y Administración de la UAQ, campus San Juan del Río, donde imparte la materia de Tendencias Sociopolíticas.